# Христов, Константин Владимирович
Христов Константин Владимирович (род. 30 октября 1962) — Певец (Бас), Народный артист России, солист Государственного Академического Большого Театра России, профессор. Заслуженный артист Российской Федерации (1996).
Пел оперные спектакли и сольные концерты в России и за рубежом, звучал по радио и выступал на телевидении.
Был занят в исполнении произведений крупной формы: оратории, кантаты, мессы, реквиемы…
Сотрудничал с симфоническими оркестрами и с оркестрами русских народных инструментов.
Солировал в произведениях русской духовной музыки в сопровождении хора.
Репертуар его обширен и разнообразен; оперные партии, арии, романсы и песни русских и зарубежных композиторов, старинные романсы, военно-патриотические и народные песни, программы концертов в сопровождении органа, современная музыка и многое другое.
Константину Христову рукоплескали слушатели Испании, Японии, Германии, Австрии, Швейцарии, Южной Африки, Южной Кореи, Франции, Чили, Голландии, Турции, Норвегии, Танзании, Замбии, Болгарии, Кипра, Греции, Финляндии и др.

## Биография
Родился в столице Грузии Тбилиси.
Окончил музыкальное училище по классу «фортепиано, орган, вокал». Служил в Армии.
В 1989 г. успешно завершил полный курс обучения в Российской академии музыки им. Гнесиных.
В 1995 г. с отличием окончил ассистентуру-стажировку в РАМ им. Гнесиных по специальности «Сольное Пение»
В классе Народного артиста СССР, солиста ГАБТа России, профессора А. А. Эйзена.
С 1989 г. солист — Вокалист Гостелерадио России.
С 1991 г. солист — Вокалист Московской Государственной Академической Филармонии.
С 1992 г. солист Государственного Академического Большого Театра России.
Константин Христов —
Лауреат семи Международных и Национальных Конкурсов Оперных Певцов.
В 1996 г. Константину Христову присвоено почётное звание Заслуженного артиста России.
С 2005 г. Константин Христов — профессор кафедры сольного пения
Московского государственного педагогического университета им. М. А. Шолохова.
С 2012 г. Константин Христов —
Основатель Ежегодного Международного Конкурса Музыкантов на Кипре.
С 2013 г. Константин Христов — Народный артист России.
С 2014 г. Константин Владимирович Христов -
Профессор Московской Государственной Консерватории Им. Петра Ильича Чайковского.

## Награды
- Заслуженный артист Российской Федерации (1996).
- Медаль «В память 850-летия Москвы» (1998).
- Медаль «За доблестный труд» (2007).
- Медаль «За вклад в подготовку празднования
- 200-летия  Победы в Отечественной войне 1812 года» (2011).
- Медаль «За вклад в развитие музыкального искусства» (2012).
- Орден «Мир и Дружба» (2013).
- Орден «Александра Невского» Первой степени (2013).
- Медаль За вклад в дело дружбы. Россия - Кипр. ( 2014 ).